# Comtat de Bidgau
El comtat de Bidgau fou una jurisdicció feudal del Sacre Imperi Romanogermànic formada per l'antic pagus Bedensi al nord de la comarca d'Eifel, a l'est de les Ardenes, Woëvre, Saargau, al sud de Bliesgau i a l'oest de Nahegau (a Francònia). Abraçava els dos costats del riu Mosela i incloïa Trèveris, i les abadies d'Echternach, Prüm i Sant Maximí.
A la divisió de territoris del 8 d'agost del 870 el comitatum Bedagowa va quedar per a Lluís el Germànic. Sota Zuentibold (895-900) s'esmenta un comte de nom Esteve de la família de Matfrid. Després de la desgràcia de la família dels Matfrid amb Lluís IV d'Alemanya, Bigadu fou concedit a Vigeric, comte de les Ardenes. Va passar al seu fill Goteló de les Ardenes; aquest va morir el 943 i el va succeir Godofreu I el Vell o el Captiu. L'arquebisbat de Trèveris va estendre a poc a poc la seva autoritat sobre la major part del país i després d'una donació de l'emperador Otó II de totes les terres al nord del Mosela a l'arquebisbe Teodoric (26 de juny de 973) l'arquebisbat va esdevenir el verdader sobirà i el comtat va deixar d'existir. El títol de comte de Bidgau desaparegué de la titulació dels comtes de les Ardennes al començament del segle XI encara que hi conservaven propietats, i romanien abats laics de les abadies de Sant maximí i Echternach.

## Llista de comtes
- Lietard I vers 860-880, esmentat en cartes de juny de 860 i 14 de juny de 877 i en donació de 10 de maig de 879
- Esteve comte de Chaumont, vers 880-900, esmentat en carta del 19 de maig de 891 i donació de 28 d'octubre de 895.
- Vigeric, comte de les Ardenes, vers 900-918, esmentat en donació de 19 de setembre de 902, carta d'1 de gener de 909 i carta de 19 de gener del 916; comte palatí de Carles III el Simple el 916. Mort vers 918 (abans de 922).
- Gozeló o Goteló I, fill, comte de les Ardenes, vers 918/922-943
- Godofreu I, comte de les Ardenes i després comte de Verdun, vers 943-960, esmentat en carta de l'1 de novembre de 959, esmentat com a comte de Verdun en carta datada el 960
- Otó vers 960-980, esmentat en carta del 978.
- A Trèveris de fet

Enric, fill de Sigefred de Luxemburg, que després fou comte de Luxemburg (998-1026) i efímer duc de Baviera (1004-1008 i altre cop 1017-1024) hauria portat abans el títol de comte de Bidgau. És esmentat en carta datada el 993 (però probablement escrita després del 1004, ja que se li don el títol de duc.